# کیک تولد (فیلم ۲۰۲۱)
کیک تولد (به انگلیسی: The Birthday Cake) فیلمی محصول سال ۲۰۲۱ و به کارگردانی جیمی جانوپلیس است. در این فیلم بازیگرانی همچون شیلون فرناندز، وال کیلمر، ایوان مک‌گرگور، اشلی بنسون، لورین براکو، دیوید مازوز، شایلو فرناندز، جان ماگارو، وینسنت پاستوره، مارلا میپلز، امیلی ترمین، ویلیام فیکنر، جرمی آلن وایت، اموری کوئن، فرانکی جی، پن بدجلی، لوئیس گازمن، آلدیس هاج، جیک ویری و پل سوروینو ایفای نقش کرده‌اند.